# Circuito di Barcellona-Catalogna
Il circuito di Barcellona-Catalogna (in catalano circuit de Barcelona-Catalunya) è un tracciato per competizioni automobilistiche e motociclistiche situato in via Mas Moreneta a Montmeló, venti chilometri a nord-est di Barcellona, in Catalogna. Fino all'accordo del 2013 con il consiglio comunale della capitale della comunità autonoma spagnola era noto semplicemente come Circuit de Catalunya. Per via del comune ove risiede è noto colloquialmente anche come circuito di Montmeló.
Fiore all'occhiello del capoluogo catalano, l'impianto venne inaugurato in vista dei Giochi olimpici del 1992 e dal 1991 al 2025 è stata la sede del Gran Premio di Spagna di Formula 1 organizzato dal RACC (Real Automovil Club de Cataluña), prima del trasferimento su un nuovo tracciato cittadino a Madrid a partire dal 2026 con la quale l'evento su questo tracciato si chiamerà Gran Premio di Barcellona-Catalogna.
Date le caratteristiche del tracciato e la mitezza del clima è uno dei circuiti più utilizzati per le prove delle scuderie in inverno e durante l'anno, e oltre che per le gare automobilistiche questo circuito è noto anche per la prova del motomondiale che vi si disputa annualmente dal 1996, il Gran Premio di Catalogna: su di esso si è disputato il Gran Premio motociclistico d'Europa dal 1992 al 1995.
Il 12 maggio 2019, su questo circuito ha fatto il suo debutto assoluto il Campionato FIA di Formula 3.
Dal 20 al 22 maggio 2022 la pista è stata teatro del secondo Gran Premio della W Series 2022, che viene vinto da Jamie Chadwick percorrendo 18 giri in 32'27"882.
Dal 19 al 21 maggio 2023 vi hanno nuovamente corso le donne, effettuando tre mini-gare della prima stagione della F1 Academy, rispettivamente vinte da Emely De Heus, Amna Al Qubaisi e Léna Bühler. La prima pilota vanta anche il record di giro più veloce mai compiuto da una donna sulla pista in questione, con il suo 1'42"410 in gara 1.
Il 17 novembre 2024 ha eccezionalmente ospitato l'ultima prova del motomondiale, in sostituzione di quel di Valencia annullato per via delle inondazioni.

## Tracciato

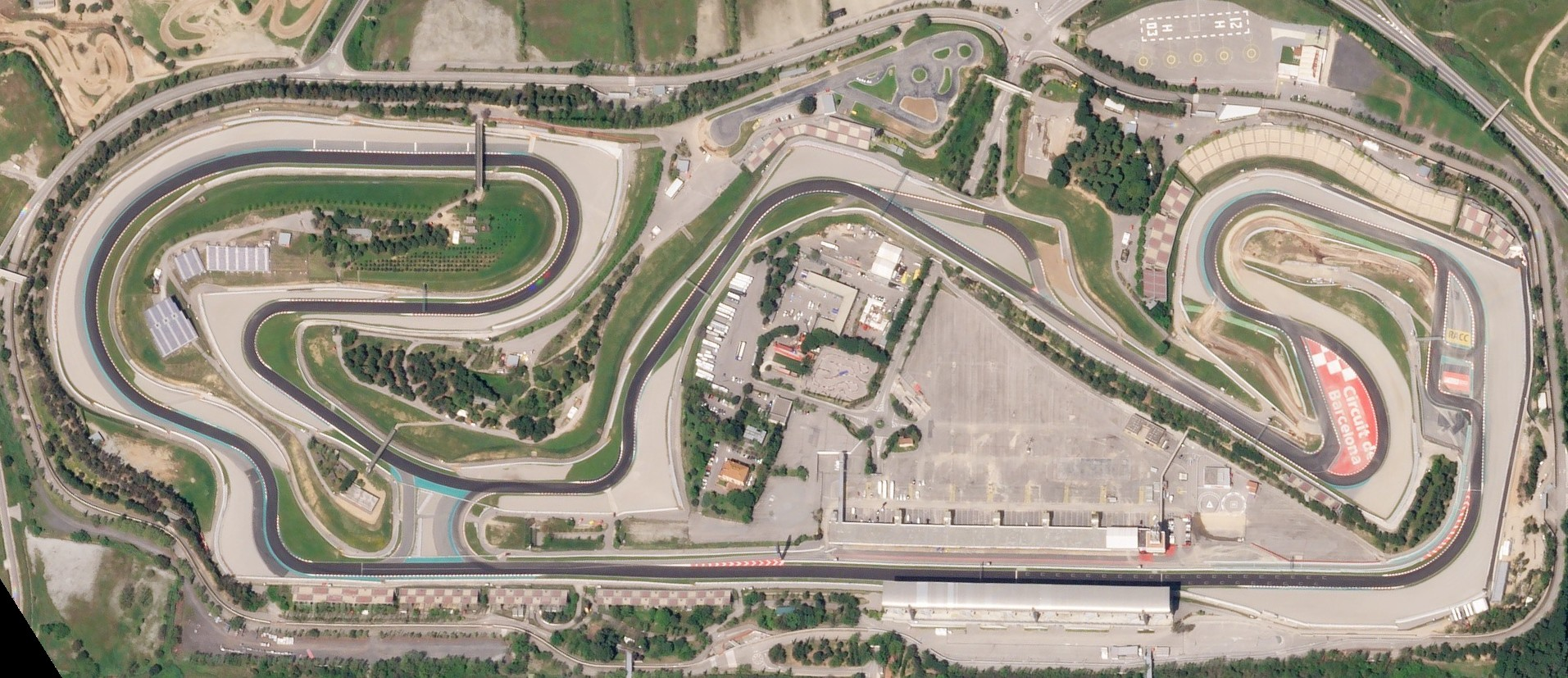
Vista satellitare del circuito con la configurazione usata dal 2007 al 2020

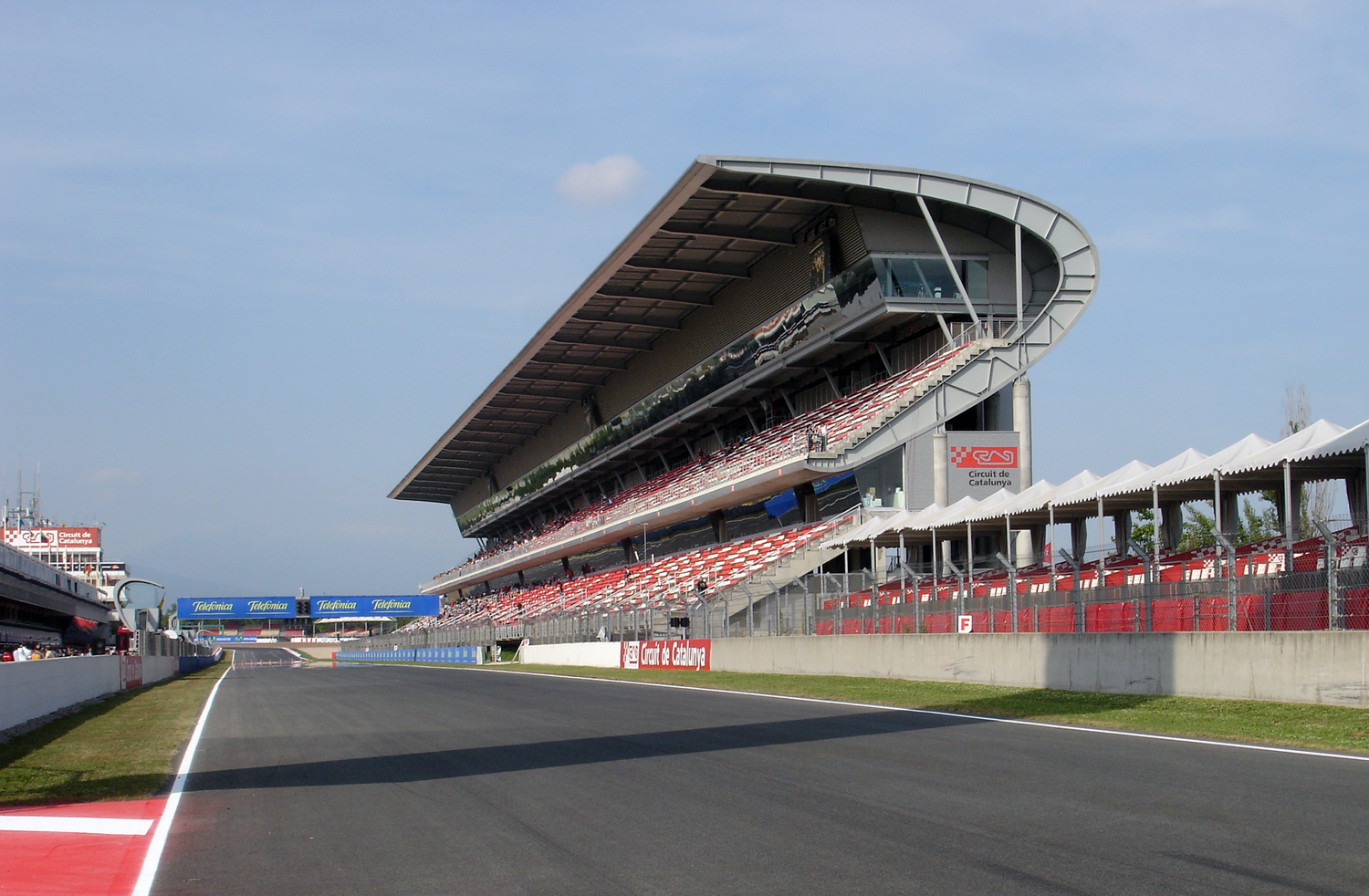
Il rettilineo principale

Tre i tracciati esistenti: il circuito del Gran Premio di 4.657 m, il circuito Nacional di 3.067 m, e il circuito dell'Escuela di 1.703 m. La pista che ospita il Gran Premio di Spagna viene percorsa in senso orario e come gli altri due fa parte di un impianto di recente costruzione; nei sessantacinque giri di gara le vetture coprono una distanza complessiva di circa 307 km.
Sebbene caratterizzato da un manto stradale particolarmente ondulato, il circuito è uno dei maggiormente apprezzati dai piloti per la sua articolazione e per i rettilinei che "chiudono" con curve sufficientemente ampie e veloci. Il rettilineo di partenza e d'arrivo, lungo 1.047 m, consente di raggiungere punte di "soli" 320 km/h, inferiori a quelle di altre piste per via dell'elevato carico aerodinamico richiesto. Problemi agli pneumatici possono derivare dalle curve più chiuse, che ne alterano la pressione, oltre che dal manto piuttosto sporco a causa degli accumuli di sabbia proveniente dalla vicina campagna che condizionano l'assetto della vettura ed anche la tattica di gara costringendo a numerosi rientri ai box.
Usciti dalla griglia di partenza, i piloti al termine del lunghissimo rettilineo affrontano la curva Elf, leggermente in salita, in cui sovente si sono verificati incidenti. La curva Seat è forse la più lenta, con le macchine costrette ad affrontarla a 75 km/h.
Dopo i gravi incidenti del Gran Premio di San Marino 1994 (nei quali persero la vita Ayrton Senna e Roland Ratzenberger), sono state ampliate le vie di fuga ed è stata rimossa la variante Nissan (in cui non era possibile tale ampliamento) sostituendola con un tratto rettilineo, utilizzato a partire dal 1995. Nel 1994 non si fece in tempo a modificare il circuito e, subito prima della variante, fu posta un'artigianale chicane realizzata con file di gomme che creò non pochi problemi ai piloti.
Nel 2004 è stato modificato anche il sistema di curve La Caixa-Banc de Sabadell, sostituita da una curva molto stretta, in modo da favorire i sorpassi in staccata delle F1. Per lo stesso motivo, nel 2007 è stata inserita una nuova variante tra le ultime due curve, la Europcar e la New Holland, per ridurre la velocità di percorrenza dell'ultima curva e diminuire l'influenza dell'"aria sporca", così da poter prendere la scia in rettilineo.
A seguito dell'incidente mortale occorso a Luis Salom durante le prove libere, per qualifiche e gara dell'edizione 2016 e per l'edizione 2017 del Gran Premio di Catalogna del Motomondiale, si è deciso di utilizzare la versione del circuito usata attualmente in Formula 1. Dal 2018 al 2020, si è utilizzata la configurazione impiegata dalla Formula 1 fino al 2006.
A partire dal 2021, la decima curva del tracciato, nota come La Caixa, viene ampliata in uscita. La nuova conformazione della curva richiama già quella precedentemente usata tra le stagioni 1991 e 2003. La modifica al layout della pista è stata realizzata per migliorare le condizioni di sicurezza sia nelle gare automobilistiche che in quelle motociclistiche.
Nel 2023 la variante introdotta nella stagione 2007 per ridurre la velocità di percorrenza dell'ultima curva viene rimossa. Il layout del circuito delle ultime due curve torna quindi ad essere quello che era il disegno originario della pista nell'anno della sua introduzione nel calendario del campionato mondiale, risalente al 1991. Curiosamente, le motivazioni che portano alla cancellazione della chicane sono le stesse che nel 2007 l'avevano suggerita, ovvero la necessità di favorire i sorpassi.
Il record assoluto del circuito è di 1'11"383 stabilito da Lando Norris su McLaren nelle qualifiche del Gran Premio di Spagna 2024.

## Albo d'oro della Formula 1

### Gran Premio di Spagna
| Anno | Pilota             | Scuderia |
| ---- | ------------------ | -------- |
| 1991 | Nigel Mansell      | Williams |
| 1992 | Nigel Mansell      | Williams |
| 1993 | Alain Prost        | Williams |
| 1994 | Damon Hill         | Williams |
| 1995 | Michael Schumacher | Benetton |
| 1996 | Michael Schumacher | Ferrari  |
| 1997 | Jacques Villeneuve | Williams |
| 1998 | Mika Häkkinen      | McLaren  |
| 1999 | Mika Häkkinen      | McLaren  |
| 2000 | Mika Häkkinen      | McLaren  |
| 2001 | Michael Schumacher | Ferrari  |
| 2002 | Michael Schumacher | Ferrari  |
| 2003 | Michael Schumacher | Ferrari  |
| 2004 | Michael Schumacher | Ferrari  |
| 2005 | Kimi Räikkönen     | McLaren  |
| 2006 | Fernando Alonso    | Renault  |
| 2007 | Felipe Massa       | Ferrari  |
| 2008 | Kimi Räikkönen     | Ferrari  |
| 2009 | Jenson Button      | Brawn GP |
| 2010 | Mark Webber        | Red Bull |
| 2011 | Sebastian Vettel   | Red Bull |
| 2012 | Pastor Maldonado   | Williams |
| 2013 | Fernando Alonso    | Ferrari  |
| 2014 | Lewis Hamilton     | Mercedes |
| 2015 | Nico Rosberg       | Mercedes |
| 2016 | Max Verstappen     | Red Bull |
| 2017 | Lewis Hamilton     | Mercedes |
| 2018 | Lewis Hamilton     | Mercedes |
| 2019 | Lewis Hamilton     | Mercedes |
| 2020 | Lewis Hamilton     | Mercedes |
| 2021 | Lewis Hamilton     | Mercedes |
| 2022 | Max Verstappen     | Red Bull |
| 2023 | Max Verstappen     | Red Bull |
| 2024 | Max Verstappen     | Red Bull |
| 2025 | Oscar Piastri      | McLaren  |

### Vittorie per pilota
| Vittorie | Pilota             | Anno(i)/Vettura                                                                               |
| -------- | ------------------ | --------------------------------------------------------------------------------------------- |
| 6        | Michael Schumacher | 1995/Benetton - 1996/Ferrari - 2001/Ferrari - 2002/Ferrari - 2003/Ferrari - 2004/Ferrari      |
| 6        | Lewis Hamilton     | 2014/Mercedes - 2017/Mercedes - 2018/Mercedes - 2019/Mercedes - 2020/Mercedes - 2021/Mercedes |
| 4        | Max Verstappen     | 2016/Red Bull - 2022/Red Bull - 2023/Red Bull - 2024/Red Bull                                 |
| 3        | Mika Häkkinen      | 1998/McLaren - 1999/McLaren - 2000/McLaren                                                    |
| 2        | Nigel Mansell      | 1991/Williams - 1992/Williams                                                                 |
| 2        | Kimi Räikkönen     | 2005/McLaren - 2008/Ferrari                                                                   |
| 2        | Fernando Alonso    | 2006/Renault - 2013/Ferrari                                                                   |
| 1        | Alain Prost        | 1993/Williams                                                                                 |
| 1        | Damon Hill         | 1994/Williams                                                                                 |
| 1        | Jacques Villeneuve | 1997/Williams                                                                                 |
| 1        | Felipe Massa       | 2007/Ferrari                                                                                  |
| 1        | Jenson Button      | 2009/Brawn GP                                                                                 |
| 1        | Mark Webber        | 2010/Red Bull                                                                                 |
| 1        | Sebastian Vettel   | 2011/Red Bull                                                                                 |
| 1        | Pastor Maldonado   | 2012/Williams                                                                                 |
| 1        | Nico Rosberg       | 2015/Mercedes                                                                                 |
| 1        | Oscar Piastri      | 2025/McLaren                                                                                  |

### Vittorie per scuderia
| Vittorie | Scuderia | Anno(i)/Pilota |
| -------- | -------- | --- |
| 8        | Ferrari  | 1996/Michael Schumacher - 2001/Michael Schumacher - 2002/Michael Schumacher - 2003/Michael Schumacher - 2004/Michael Schumacher - 2007/Felipe Massa - 2008/Kimi Räikkönen - 2013/Fernando Alonso |
| 7        | Mercedes | 2014/Lewis Hamilton - 2015/Nico Rosberg - 2017/Lewis Hamilton - 2018/Lewis Hamilton - 2019/Lewis Hamilton - 2020/Lewis Hamilton - 2021/Lewis Hamilton                                            |
| 6        | Williams | 1991/Nigel Mansell - 1992/Nigel Mansell - 1993/Alain Prost - 1994/Damon Hill - 1997/Jacques Villeneuve - 2012/Pastor Maldonado                                                                   |
| 6        | Red Bull | 2010/Mark Webber - 2011/Sebastian Vettel - 2016/Max Verstappen - 2022/Max Verstappen - 2023/Max Verstappen - 2024/Max Verstappen                                                                 |
| 5        | McLaren  | 1998/Mika Häkkinen - 1999/Mika Häkkinen - 2000/Mika Häkkinen - 2005/Kimi Räikkönen - 2025/Oscar Piastri                                                                                          |
| 1        | Benetton | 1995/Michael Schumacher |
| 1        | Renault  | 2006/Fernando Alonso |
| 1        | Brawn GP | 2009/Jenson Button |